# L'amore (film)
L'amore è un film in due episodi del 1948 diretto da Roberto Rossellini. Per la sua interpretazione, la protagonista Anna Magnani ricevette il Nastro d'Argento.

## Trama
È composto da due parti molto differenti tra loro: la prima, Una voce umana, ambientata nel chiuso d'una stanza da letto, la seconda, Il miracolo, prevalentemente all'aperto, tra le asperità della Costiera Amalfitana, e precisamente tra Maiori, Atrani e Furore. Al di là del vago riferimento alla tematica amorosa (per altro svolta in maniera molto dissimile nei due episodi), l'unico trait d'union è in realtà l'intensità drammatica della prestazione interpretativa di Anna Magnani, attorno alla cui personalità sono cuciti su misura i personaggi femminili protagonisti delle due vicende.

### Episodio 1:Una voce umana

Anna Magnani e Federico Fellini in una scena dell'episodio Il miracolo

Una donna sola in casa aspetta la telefonata dell'amante. Durante la conversazione telefonica la donna dice di accettare che la relazione si sia conclusa e che l’uomo abbia deciso di rimanere con la moglie. Più volte gli dice di amarlo ancora. Ogni dieci minuti circa la linea si interrompe: la donna aspetta ansiosamente o cerca disperatamente di rimettersi in contatto con l'uomo. Il fascino della pellicola si fonda su un'atmosfera pesante e claustrofobica, e si regge in gran parte sulle doti espressive della Magnani, quasi sempre in primo piano.

### Episodio 2:Il miracolo
Nannina (Anna Magnani), una pastorella ingenua e debole mentalmente, incontra sulle pendici della penisola sorrentina un viandante biondo e barbuto (Federico Fellini), che scambia per San Giuseppe. L'uomo le offre il suo vino, al che la donna non sa dire di no, essendosi ormai convinta che stia parlando veramente col santo. Il viandante ne approfitta per unirsi carnalmente a lei.
Qualche tempo dopo, mentre gioca con dei bambini del paese, ha uno svenimento. Subito soccorsa dalle mamme, sono loro stesse che le dicono che è incinta. Il fatto accresce in lei la sensazione del "miracolo". Da allora però i compaesani la evitano. La donna vive da sola: la gravidanza è frutto del peccato. Il matto del paese non esita a definirla una prostituta. Sconvolta, Nannina prende le sue cose e va a vivere come eremita sulle colline. La gravidanza diventa la sua unica ragione di vita. 
Mesi dopo si compiono i giorni del parto. Improvvisamente ha paura: chiede aiuto e si accorge di essere completamente sola. Non vuole tornare in paese. Intravede una chiesa in cima a una collina. Raccoglie le forze e decide di arrivarci. Una capretta la segue lungo il percorso. Il luogo è deserto, ma la donna riesce ugualmente a trovare un varco per entrare. Qui dà alla luce suo figlio. Quando sente il primo vagito china il capo verso di lui e lo guarda con amore.

## Produzione
L'episodio Una voce umana fu realizzato nella primavera del 1947 ma, data la sua breve durata, non adatta alle proiezioni cinematografiche, si dovette attendere che il regista girasse, nel 1948, un secondo episodio (Il miracolo), così da poter raggiungere una metratura "commerciale". Una voce umana fu la prima opera di Rossellini dopo Paisà e venne girato con una parte dei fondi destinati a Germania anno zero, che all'epoca era già in produzione. L'episodio è tratto dal monologo La Voix humaine (1932) dello scrittore francese Jean Cocteau. Alcune fonti lo citano infatti come La voce umana.

## Riconoscimenti
- Nastro d'argento come miglior attrice protagonista ad Anna Magnani.